# シーバス1-2-3
『シーバス1-2-3』（シーバス ワン・ツー・スリー）は、あかほりさとる原作・ゆうき未来作画による日本の漫画作品。1999年にアニメ化・小説化やドラマCD、2000年にゲーム化などのメディアミックスがなされた。

## 書誌情報
- 『シーバス1-2-3 1』 1996年12月発売 ISBN 4-07-305515-1
- 『シーバス1-2-3 2』 1997年7月発売 ISBN 4-07-306727-3
- 『シーバス1-2-3 3』 1998年1月発売 ISBN 4-07-307885-2
- 『シーバス1-2-3 4』 1998年8月発売 ISBN 4-07-309714-8
- 『シーバス1-2-3 5』 1999年1月発売 ISBN 4-07-311013-6
- 『シーバス1-2-3 6』 1999年6月発売 ISBN 4-8402-1228-7
- 『シーバス1-2-3 7』 1999年12月発売 ISBN 4-8402-1401-8
- 『シーバス1-2-3 Birth of Outlaw!』 メディアワークス〈電撃文庫〉、1999年11月発売 ISBN 4-8402-1336-4
  - 玉井豪/著、あかほりさとる/原案、ゆうき未来/イラスト

## OVA

### キャスト
- シーバス・スコッチ - 矢尾一樹
- ジン・フィズ - 今井由香
- キッス - 西村ちなみ
- 幻味 - 林延年
- ミリオン・ダラー - 滝本富士子

### スタッフ
- 原作：あかほりさとる、ゆうき未来（月刊電撃コミック ガオ! メディアワークス刊）
- 監督・絵コンテ：オサワカズヒロ
- 脚本：川崎ヒロユキ
- アニメーションキャラクターデザイン・作画監督：阿部恒
- 色彩：渋谷圭子
- 美術：南部洋一、加藤靖恩
- デジタルグラフィック：角野弘明
- 撮影：山口利明
- 編集：尾形治敏
- 音響監督：渡辺淳
- 効果：伊藤克己
- 録音：丸山光義
- 音楽：伊藤信雄
- 制作：ティーアップ、童夢

### 主題歌
エンディングテーマ曲「はじめてのWONDER SENSATION」
作詞：高野聖妃、作曲・編曲：伊藤信雄、歌：蓑輪安理

### 映像ソフト
- シーバス1-2-3 VOL.1「ご主人樣は超外道、の巻」 1999年8月21日発売 VHS:TA-5246
- シーバス1-2-3 VOL.2「聖なる乙女も超外道、の巻」 1999年9月21日発売 VHS:TA-5247

## ドラマCD
- シーバス1-2-3 ドラマCD VOL.1 テイチクエンタテインメント、1999年4月21日発売 TECD-30438
- シーバス1-2-3 ドラマCD VOL.2 テイチクエンタテインメント、1999年5月21日発売 TECD-30443